# Liste des circonscriptions électorales du Somerset
 (janvier 2016).
Le contenu est difficilement compréhensible vu les erreurs de traduction, qui sont peut-être dues à l'utilisation d'un logiciel de traduction automatique.
Le comté du Somerset
est divisé en 5 Circonscription électorale,
qui sont tous des County constituencies.

## Circonscription
- † Conservateur
- ‡ Labour
- ¤ Liberal Democrat

| Circonscriptions                | Électeur | Majorité | Member of Parliament | Member of Parliament  | Opposition | Opposition         | Circonscriptions électorales, | Map |
| ------------------------------- | -------- | -------- | -------------------- | --------------------- | ---------- | ------------------ | --- | --- |
| Bridgwater and West Somerset CC | 80,491   | 14,583   |                      | Ian Liddell-Grainger† |            | Stephen Fitzgerald | Sedgemoor District Council: Bridgwater Bower, Bridgwater Eastover, Bridgwater Hamp, Bridgwater Quantock, Bridgwater Sydenham, Bridgwater Victoria, Cannington and Quantocks, East Poldens, Huntspill and Pawlett, King’s Isle, North Petherton, Puriton, Sandford, West Poldens, Woolavington. West Somerset District Council: Alcombe East, Alcombe West, Aville Vale, Brompton Ralph and Haddon, Carhampton and Withycombe, Crowcombe and Stogumber, Dulverton and Brushford, Dunster, Exmoor, Minehead North, Minehead South, Old Cleeve, Porlock and District, Quantock Vale, Quarme, Watchet, West Quantock, Williton. |     |
| Somerton and Frome CC           | 83,281   | 20,268   |                      | David Warburton†      |            | David Rendel¤      | Mendip District Council: Beacon, Beckington et Rode, Coleford, Creech, Frome Berkley Down, Frome Fromefield, Frome Keyford, Frome Park, Frome Welshmill, Mells, Nordinton, Postlebury, Stratton, Vale. South Somerset District Council: Blackmoor Vale, Bruton, Burrow Hill, Camelot, Cary, Curry Rivel, Islemoor, Langport and Huish, Martock, Milborne Port, Northstone, Tower, Turn Hill, Wessex, Wincanton. |     |
| Taunton Deane CC                | 83,221   | 15,491   |                      | Rebecca Pow†          |            | Rachel Gilmour¤    | Taunton Deane Borough Council: Bishop’s Hull, Bishop’s Lydeard, Blackdown, Bradford-on-Tone, Comeytrowe, Milverton and North Deane, Monument, Neroche, North Curry, Norton Fitzwarren, Ruishton and Creech, Staplegrove, Stoke St.Gregory, Taunton Blackbrook and Holway, Taunton Eastgate, Taunton Fairwater, Taunton Halcon, Taunton Killams and Mountfield, Taunton Lyngford, Taunton Manor and Wilton, Taunton Pyrland and Rowbarton, Trull, Wellington East, Wellington North, Wellington Rockwell Green and West, West Monkton, Wiveliscombe and West Deane.                                                          |     |
| Wells CC                        | 79,405   | 7,585    |                      | James Heappey†        |            | Tessa Munt¤        | Mendip District Council: Ashwick and Ston Easton, Avalon, Chilcompton, Glastonbury St Benedict’s, Glastonbury St Edmund’s, Glastonbury St John’s, Glastonbury St Mary’s, Knowle, Moor, Nedge, Pylcombe, Rodney and Priddy, St Cuthbert (Out) North and West, Shepton East, Shepton West, Street North, Street South, Street West, Wells Central, Wells St Cuthbert’s, Wells St Thomas’. Sedgemoor District Council: Axbridge, Axe Vale, Berrow, Brent North, Burnham North, Burnham South, Cheddar and Shipham, Highbridge, Knoll, Wedmore and Mark.                                                                        |     |
| Yeovil CC                       | 82,557   | 5,313    |                      | Marcus Fysh†          |            | David Laws¤        | South Somerset District Council: Blackdown, Brympton, Chard Avishayes, Chard Combe, Chard Crimchard, Chard Holyrood, Chard Jocelyn, Coker, Crewkerne, Eggwood, Hamdon, Ilminster, Ivelchester, Neroche, Parrett, St Michael’s, South Petherton, Tatworth and Forton, Windwhistle, Yeovil Central, Yeovil East, Yeovil South, Yeovil West, Yeovil Without. |     |

## Changements de limites
La commission de délimitation des circonscriptions a modifié les circonscriptions pour réaligner les frontières
avec les limites des quartiers actuels de l'administration locale,
et de réduire la disparité entre les circonscriptions électorales. Dans deux cas, les circonscriptions ont été renommées.
Ces changements ont été apportés pour l'élection générale de 2010.
| Nom | Pre-2010 limites                         | Post-2010 limites |
| --- | ---------------------------------------- | ----------------- |
| 1. Bridgwater CC 2. Somerton and Frome CC 3. Taunton CC 4. Wells CC 5. Yeovil CC On the Revision: 1. Bridgwater and West Somerset CC 3. Taunton Deane CC | Parliamentary constituencies in Somerset | Proposed Revision |

## Résultats
| 2005 | 2010 | 2015 |
| ---- | ---- | ---- |
|      |      |      |